# Gasolina (серия комиксов)
Gasolina — серия комиксов, которую в 2017—2019 годах издавала компания Skybound.

## Синопсис
Главными героями серии являются молодожёны Рэнди и Амалия, которые противостоят картелю, терроризирующему Мексику.

## Отзывы
На сайте-агрегаторе рецензий Comic Book Roundup серия имеет оценку 7,7 из 10 на основе 51 отзыва. Джим Джонсон из Comic Book Resources похвалил раскрытие персонажей в первых выпусках. Ричард Грей из Newsarama поставил дебюту 9 баллов из 10 и сравнил его с комиксом Scalped. Дэвид Хильдебранд из AIPT дал первому выпуску оценку 8,5 из 10 и остался доволен работой художников, отметив, что «детали лиц персонажей чёткие и создают драматический элемент». Джошуа Дэвисон из Bleeding Cool, рецензируя восьмой выпуск, получил удовольствие от проработки отношений между Амалией и Сильвией.